# Toyota Porte
Der Toyota Porte ist ein Minivan des japanischen Automobilherstellers Toyota. Dieses Modell wurde ab 2004 in Japan und 2015 in Hongkong und Macau angeboten und ist daher nur mit Rechtslenkung erhältlich. Der Wagen ist als Vier- oder Fünfsitzer verfügbar und basiert auf dem Vitz. Er hat unterschiedliche Türen: Die Fahrertür und die Tür rechts hinten sind als normale, vorne angeschlagenen Klapptüren ausgeführt, während auf der Beifahrerseite eine einzelne, elektrisch angetriebene Schiebetür angebracht ist, die den Zugang zu beiden Sitzreihen ermöglicht. Ein ähnliches Karosseriekonzept liegt dem Peugeot 1007 zugrunde, wobei dieser allerdings mit zwei Schiebetüren ausgeführt wird.

## 1. Generation (2004–2012)
Das Fahrzeug der ersten Generation wurde zwischen 2004 und 2012 verkauft. Die Motorenpalette umfasste zwei Motoren, beide Varianten konnten mit Vorderrad- oder Allradantrieb erworben werden.

## 2. Generation (2012–2020)
Im Juli 2012 präsentierte Toyota eine überarbeitete Variante, die auf der ersten Generation basiert. Sie wurde zwischen Oktober 2012 und Dezember 2020 gebaut und ab August 2015 auch in Hongkong und Macau verkauft. Mit leicht verändertem Aussehen wurde das Fahrzeug zusätzlich zum Porte auch als Toyota Spade verkauft.

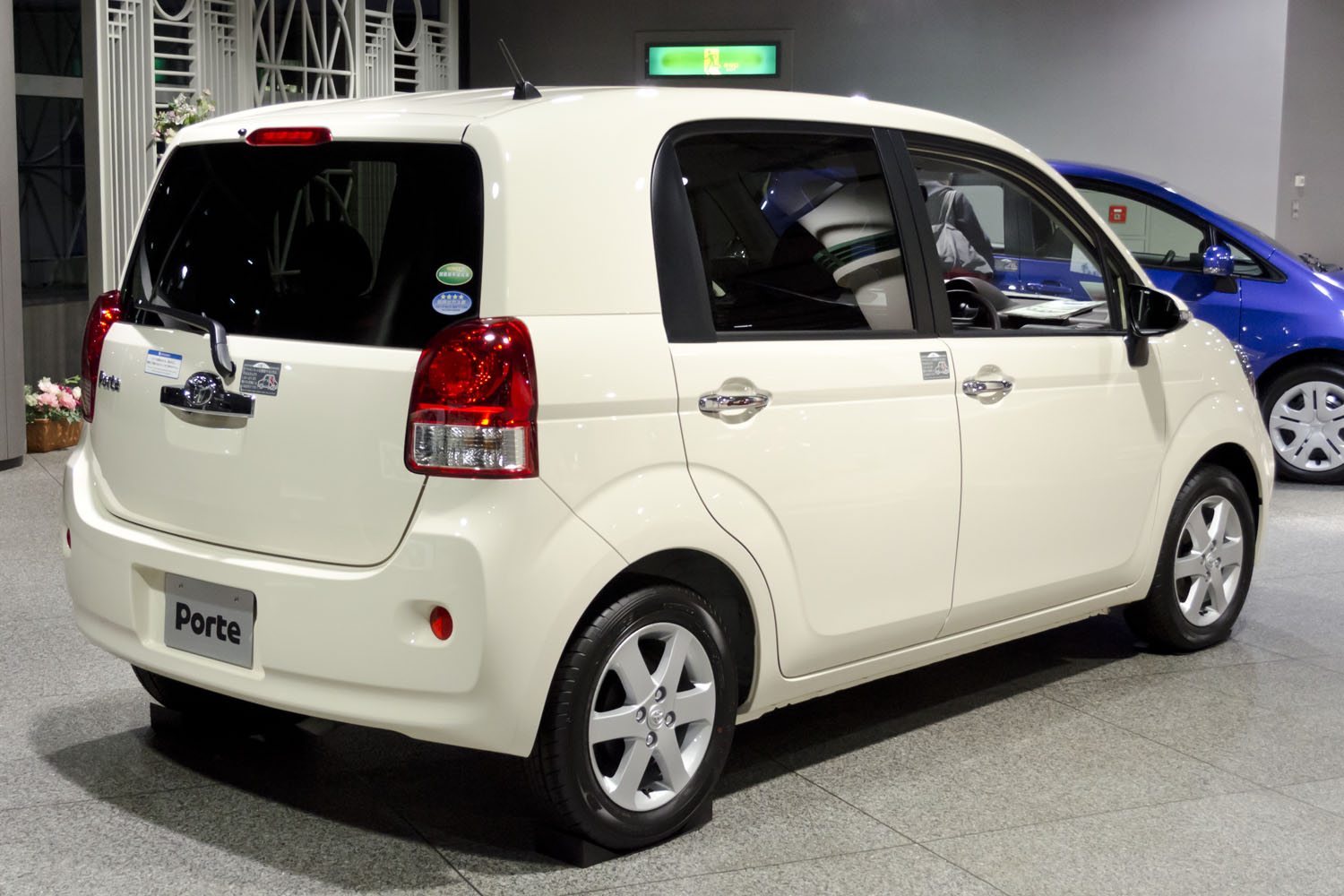
Toyota Porte